# Блатње Ремети
Блатње Ремети (слч. Blatné Remety) насељено је мјесто са административним статусом сеоске општине (слч. obec) у округу Собранце, у Кошичком крају, Словачка Република.

## Становништво
| Година:    | 1994. | 2004.    | 2014.    | 2024.   |
| ---------- | ----- | -------- | -------- | ------- |
| Број људи: | 445   | 503      | 663      | 626     |
| Разлика:   |       | +13,03 % | +31,80 % | -5,58 % |

| Година:    | 2023. | 2024.   |
| ---------- | ----- | ------- |
| Број људи: | 619   | 626     |
| Разлика:   |       | +1,13 % |

Према подацима о броју становника из 2011. године насеље је имало 627 становника.